# Escuela Amaranta Gómez Regalado
La Escuela Amaranta Gómez Regalado o Escuela Amaranta es una escuela privada en Santiago, Chile, para estudiantes transgénero de 6 a 17 años. Recibe su nombre de Amaranta Gómez Regalado, una política mexicana transgénero, y es la primera escuela principalmente para personas transgénero en América Latina, y posiblemente en el mundo.

## Historia
La idea de la escuela fue propuesta por primera vez en diciembre de 2017, y se inauguró el 6 de abril de 2018 por Ximena Maturana, coordinadora de la escuela, y Evelyn Silva, su directora, quien es también la presidenta de la Fundación Selenna, una organización de derechos trans. La escuela se encuentra en un espacio proporcionado por un centro comunitario donado por la comunidad de Ñuñoa. En mayo de 2019, había 38 estudiantes matriculados, de los cuales 22 o 23 se identificaban como trans, y el resto eran principalmente amigos y familiares de los estudiantes trans. Los estudiantes reportaron haber sido víctimas de acoso escolar, y muchos de ellos habían abandonado previamente la escuela.
El país aprobó en 2018 una ley de identidad de género que permite a las personas mayores de 14 años cambiar el género en sus documentos de identidad, con el permiso de sus padres requerido para aquellos menores de 18 años.
La escuela cuenta con dos aulas, una para estudiantes menores de 12 años y otra para aquellos de 12 a 17 años. En mayo de 2019, los maestros trabajaban sin recibir salario, y Maturano y Silva cubrieron todos los demás costos durante el primer año, pero se propusieron establecer cuotas mensuales a partir de marzo. Un programa de verano iniciado en 2019 contó con 20 participantes, 8 de los cuales no estaban inscritos previamente en la escuela. La escuela espera ganar una subvención de competición de $20,000 de un fondo internacional trans para poder expandirse. Los estudiantes deben tomar exámenes proporcionados por el Ministerio de Educación para certificar que han pasado de nivel escolar.
La escuela lleva el nombre de Amaranta Gómez Regalado, una activista y política mexicana zapoteca que se identifica como muxe. Es apodada "les niñes", que es la forma en español neutral en cuanto al género para referirse a "los niños" o "las niñas".